# 自决和自由

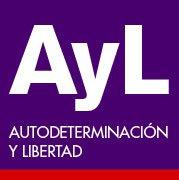
自决和自由标志

自决和自由（西班牙語：Autodeterminación y Libertad，缩写为AyL）是阿根廷的一个左翼政党。该党成立于2001年3月。该党的许多主要领导人来自于在1980年代活跃的争取社会主义运动。该党的意识形态是社会主义、马克思主义、反资本主义、反帝国主义。该党的领袖是路易斯·萨莫拉，主席是Fernando Vilardo，总书记是José Gerardo Romagnoli。该党的总部位于布宜诺斯艾利斯。该党的青年翼是“自决和自由青年”。2016年，该党有3796名成员。